# Schloen-Dratow
Schloen-Dratow (do 31 grudnia 2013 Dratow-Schloen) – gmina w Niemczech, w kraju związkowym Meklemburgia-Pomorze Przednie, w powiecie Mecklenburgische Seenplatte, wchodzi w skład Związku Gmin Seenlandschaft Waren. Powstała 1 stycznia 2012 z połączenia gmin Groß Dratow i Schloen.
Przez gminę przebiega droga krajowa B192.